# DeathKeep
DeathKeep видеоигра, основанная на ролевой игре Dungeons & Dragons.

## Сюжет
Персонаж игрока входит в огромный замок, который был захвачен злым некромантом, и должен исследовать это место в поисках трех сфер, которые используются, чтобы победить могущественного заклинателя.

## Игровой процесс
DeathKeep — это подземелье от первого лица, где игрок может выбрать дворфа-воина, эльфийского мага или полуэльфа-истребителя-мага.

## История издания
Игра является продолжением Advanced Dungeons & Dragons: Slayer. Она была выпущена для консоли 3DO, а затем издана на ПК.

## Восприятие
| Иноязычные издания | Иноязычные издания |
| Издание            | Оценка             |
| ------------------ | ------------------ |
| Arcane             | 2/10 (PC)          |
| Next Generation    | (3DO)              |

Проанализировав версию для 3DO, критик из Next Generation похвалил графические текстуры, но сказал, что игра очень сложная, особенно критикуют неточные элементы управления, когда персонаж останавливается, и нужно пройти несколько объектов несколько раз, прежде чем игра зарегистрирует связь. Тем не менее, он заключил: «Хотя это не небольшие проблемы, подземелья разработаны с особой тщательностью, игра огромна, и в целом это достаточно интересно, чтобы гарантировать просмотр, несмотря на раздражение». GamePro’s The Game Elf дал ему восторженный обзор, аплодируя огромному количеству контента, доступных настроек, «плавному» контролю, визуализированной графике с полностью 3D-точками зрения, подробными визуальными эффектами и «расстраивающими» звуковыми эффектами. Он заключил: «С твердым сюжетом и великолепной анимацией Death Keep должен умереть».
Энди Бутчер рассмотрел ПК версию Deathkeep для журнала Arcane. Он отметил, что «первоначальная версия для консоли 3DO была менее вдохновляющей, и это некачественное преобразование в ПК стало еще хуже». Бутчер заключил: "К сожалению, Deathkeep страдает от ужасной графики, низкого качества звука и скучного геймплея, все из которых в совокупности создают одну из худших игр, выпущенных на ПК за долгое время. Как не пробуй, здесь просто нечего найти, чтобы рекомендовать её. Если вы хотите быстро развивающуюся фэнтезийную игру, которая тяжела в борьбе и свете правил, Hexen бесконечно лучше, чем это ".
Согласно GameSpy, DeathKeep была «последней игрой Dungeons & Dragons для SSI, и это был довольно позорный конец для весьма выдающегося забега».